# In meinem Kopf ein Universum
In meinem Kopf ein Universum (Originaltitel: Chce się żyć) ist ein polnisches Filmdrama aus dem Jahr 2013. Regie führte Maciej Pieprzyca.

## Inhalt
Mateusz Rosiński leidet seit seiner Geburt an infantiler Zerebralparese, die ihm die Kontrolle über seinen Körper weitgehend unmöglich macht. Im Jahre 1987 wird Mateusz’ Eltern von ärztlicher Seite geraten, ihren Sohn in ein passendes Heim zu geben, da sein Gehirn „nicht arbeite“, er sei „Gemüse“.  Seine Eltern sind aber entschlossen, ihn so normal wie möglich in der Familie aufwachsen zu lassen.
Mateusz selbst fungiert im Film als Off-Erzähler, so dass klar wird, dass er normal denken und seine Umwelt wahrnehmen, sich nur nicht äußern kann.
Da Mateusz als Kind weder krabbelt noch läuft, bewegt er sich auf dem Rücken rutschend durch die Wohnung, was ihn in gefährliche Situationen bringen kann. Seine Mutter neigt zur Überfürsorge, wodurch sie ihn auch missversteht, wenn er ihr etwas zeigen will. Sein Vater, den er überaus bewundert, spricht mit ihm auf normal-altersgerechtem Niveau. Mateusz’ zwei Geschwister Matylda und Tomek lieben ihren Bruder, leiden aber auch darunter, wie sehr seine Bedürfnisse das Familienleben bestimmen.
Nach dem Tod des Vaters kümmert sich die Mutter allein um Mateusz, doch als er ausgewachsen ist, kann sie das körperlich nicht mehr bewältigen und sieht sich gezwungen, ihn nun doch in ein Heim für Behinderte zu geben. Sie besucht ihn oft, doch Mateusz fühlt sich dort anfangs unwohl und fällt immer wieder durch sein Verhalten und epileptische Anfälle auf.
Zu Magda, einer jungen Praktikantin, entwickelt Mateusz eine Zuneigung, und sie ermöglicht ihm erste sexuelle Erfahrungen – einmal setzt sie sich nachts an sein Bett, zieht sich für ihn aus und lässt ihn ihre Brüste berühren. Kurz darauf nimmt sie ihn zu einer Familienfeier mit und stellt ihn ihren eingebildeten Eltern als Verlobten vor. Als Mateusz an deren Reaktion klar wird, dass sie sie nur provozieren wollte, reagiert er mit heftigem Unwillen.
Schließlich erkennt eine auf neuartige Weise arbeitende Sprachtherapeutin, dass Mateusz in der Lage ist, über Blinzeln „ja“ und „nein“ zu sagen. So ermöglicht sie es ihm, über Bildtafeln zu kommunizieren. Als erstes bildet er den Satz „Ich bin kein Gemüse!“ und widerspricht damit dem ärztlichen Urteil aus seiner Kindheit. Bald ist klar, dass er normal intelligent ist und daher nicht in ein Schwerbehindertenheim gehört. Der Versuch, ihn in ein Heim für körperlich Behinderte zu verlegen, scheitert aber an seinem Verhalten. Er bleibt in dem Heim, in dem er sich mittlerweile wohl und zu Hause fühlt. Die Sprachtherapeutin besucht ihn jeden Tag.

## Auszeichnungen (Auswahl)
- 2013: Montreal World Film Festival: Grand Prix des Amériques (Beliebtester Film des Festivals)[2][3]
- 2013: Seattle International Film Festival: Bester Schauspieler, Bester Film
- 2013: Chicago International Film Festival: Silver Hugo
- 2014: Polish Film Awards 2014: Publikumspreis, Bester Hauptdarsteller, Bester Nebendarsteller, Bestes Drehbuch
- 2014: Filmkunstmesse Leipzig: Publikumspreis

## Kritik
„Das klassisch strukturierte Entwicklungsdrama wird von zwei herausragenden Schauspielern getragen, die das ganze Ausmaß der Einschränkung, aber auch die Kraft und Willensstärke des Protagonisten sichtbar machen. Ein eindringliches Plädoyer auf das Recht behinderter Menschen an einer kommunikativen Teilhabe an der Gesellschaft.“